# Austrotengella hebronae
Espèce
Austrotengella hebronae est une espèce d'araignées aranéomorphes de la famille des Zoropsidae.

## Distribution
Cette espèce est endémique de Nouvelle-Galles du Sud en Australie. Elle se rencontre dans la forêt d'État du mont Boss.

## Description
La carapace de la femelle holotype mesure 4,68 mm de long et 3,12 mm de large.

## Étymologie
Cette espèce est nommée en l'honneur de Wendy Hebron.

## Publication originale
- Raven, 2012 : Revisions of Australian ground-hunting spiders. V. A new lycosoid genus from eastern Australia (Araneae: Tengellidae). Zootaxa, no 3305, p. 28-52.